# Каберне Фран
Каберне Фран (на френски: Cabernet Franc) е червен винен сорт грозде, с произход от Франция. Освен във Франция (33 000 ха) сортът е разпространен и в страните от Източна Европа, САЩ (Калифорния) (1457 ха), Италия (7000 ха), Китай (3000 ха) Швейцария (52 дка), Австралия, ЮАР (1020 дка), Нова Зеландия и Чили (1142 дка).
Познат е и с наименованията: Гро Каберне, Гро Видюр, Кармене, Бретон, Буше и др.
Средно късно зреещ сорт. лозите се отличават със среден растеж. По устойчивост към вредители и заболявания превъзхожда сорта Каберне Совиньон. Устойчив на загниване.
Гроздът е среден, цилиндричен или коничен, средно плътен, понякога рехав. Зърната са средни, кръгли, черно-сини, с обилен восъчен налеп. Кожицата е плътна, дебела. Месото е сочно.
Използва се за приготвяне на трапезни, подсилени и десертни вина и сокове. Сортовите вина са с бледо червен цвят, с аромати на малини, къпини, касис, боровинки, а когато вината са отлежавали по-дълго се усещат подправки и мускус. Използва се и за направа на купажни вина. В района на Бордо, (Франция) Каберне Фран обикновено се купажира с Каберне Совиньон и Мерло без да бъде доминиращият сорт. В долината на река Лоара, (Франция) от този сорт се правят розета, които имат аромат и вкус на ягода и банан. Най-известните вина в света с висок % на Каберне Фран са на „Шато Шевал Блан“ (Chateau Cheval Blanc) от района на Бордо, (Франция). Техните вина са купаж от 2/3 Каберне Фран и 1/3 Мерло.